# Josip Mandić
Josip Mandić (Trst, 4. travnja 1883. – Prag, 5. listopada 1959.), hrvatski skladatelj. Roditelji su mu se doselili u Trst iz Kastva.
Na gimnaziji u Zagrebu učio je glazbu kod Franje Vilhara Kalskoga.S četrnaest godina napisao je prvu skladbu, Hrvatsku misu za mješoviti zbor. Nakon preseljenja u Beč napisao je operu Petar Svačić.
Na Bečkim konzervatoriju profesori su mu bili glasoviti Robert Fuchs i Hermann Grädener.

## Djela
- Hrvatska misa
- Slaven i pjesma, Kantata, 1902.
- Petar Svačić, Opera, 1903.
- Čemulpo, Suita za orkestar, 1905.
- Gudački kvartet, 1927.
- Mirjana, opera
- Kapetan Niko, opera (libreto u suradnji s češkim dramatičarem Františekom Jelínekom, a prema motivima alegorične pripovijetke Vječnost Branislava Nušića)([1]
- Varijacije na Mozartovu temu
- Noćno lutanje
- Kvintet
- Nonet
- Mala suita
- Pepeljuga, Opera (libreto: Jakša Kušan), 1956.

## Poveznice
- Hrvatski skladatelji klasične i folklorne glazbe

## Vanjske poveznice
- Nacional,  Hommage zaboravljenom velikanu[neaktivna poveznica]
- Vjesnik, Povratak zaboravljene »Mirjane«[neaktivna poveznica]